# توري بورش (شركة)
توري بورش أل أل سي (المعروفة سابقًا باسم تي آر بي من قبل توري بورش) ، والمعروفة باسم توري بورش ، هي علامة أزياء أمريكية يملكها ويعملها والتي أسسها المصممة الأمريكية توري بورش.

## التاريخ
بدأت توري بورش بدأت تسمية الأزياء الخاصة بها باسم "TRB by Tory Burch" ، التي عرفت فيما بعد باسم Tory Burch - في فبراير 2004 ، حيث أطلقتها مع متجر بيع بالتجزئة في حي نوليتا في مانهاتن.

## روابط خارجية
- Official website